# Pausias
Pausias (en griego: Παυσίας) fue un pintor griego antiguo de la primera mitad del siglo IV a. C., de la escuela de Sición.

## Biografía
Pausias introdujo la costumbre de pintar las vigas de los techos de las casas. Su mayor mérito parece haber sido una gran maestría con el escorzo. Cabe citar al respecto las palabras con las que Plinio el Viejo describe un toro pintado por él:

Deseando mostrar la longitud del cuerpo del toro, lo pintó de frente, no de perfil, y sin embargo indicó completamente su medida. De nuevo, mientras otros rellenaban de blanco los resaltes, y pintan de negro lo menos saliente, él pintó todo el toro de color oscuro, y dio sustancia a la sombra de la sombra misma, haciendo destacar con gran destreza su figura del fondo plano, e indicando su forma en escorzo.
Plinio.

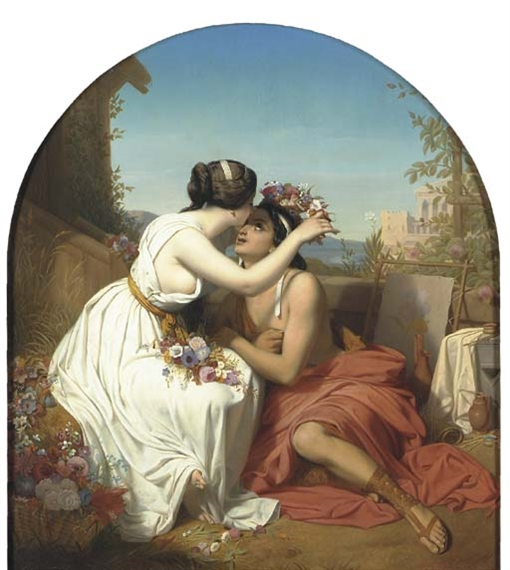
Pausias y Glicera por Godfried Guffens.

Se cree que fue el inventor de la encáustica, método de pintura muy popular en la época helenística y romana. Estaba orgulloso de ser capaz de acabar un cuadro en 24 horas. Su trabajo más famoso era de un toro titulado Un sacrificio mejorado por su hijo Aristolaos. El Teatro de Pompeyo en Roma albergó esta gran pintura de Pausias.
En la Descripción de Grecia de Pausanias se mencionan algunas pinturas murales de Pausias. En el Timele de Epidauro había una pintura de Eros dejando su arco y flechas para coger su lira. Había también una pintura que retrataba la figura alegórica de la Embriaguez como una mujer, bebiendo vino de una copa de vidrio con su cara visible a través del cristal.
Pausias pintó un retrato de Glicera, una florista de su ciudad natal, de quien se había enamorado de joven. Trató de imitar detalladamente en la obra las flores que ella empleaba para hacer las guirnaldas que vendía. El esfuerzo le convirtió en un pintor de flores muy capaz. Su cuadro de Glicera con una guirnalda fue conocido por Plinio el Viejo como la Stephaneplocos (La tejedora de guirnaldas) o Stephanepolis (La vendedora de guirnaldas). Una copia de este cuadro (apogra-phon) fue comprada por Lúculo en las Dionisias de Atenas por una gran suma.